# Reoti
Reoti è una suddivisione dell'India, classificata come nagar panchayat, di 22.103 abitanti, situata nel distretto di Ballia, nello stato federato dell'Uttar Pradesh.